# 安藤鶴夫
安藤 鶴夫（あんどう つるお、1908年〈明治41年〉11月16日 - 1969年〈昭和44年〉9月9日）は、日本の小説家（直木賞受賞）、随筆家。落語、文楽、歌舞伎、新劇の評論家であり演芸プロデューサーでもあった。国際演劇協会理事。日本演劇協会常任理事。本名、花島鶴夫。「アンツル」の愛称で親しまれた。

## 生涯
東京市浅草区向柳原町（現在の東京都台東区浅草橋）に、義太夫の8代目竹本都太夫の長男として生まれる。1934年（昭和9年）の法政大学文学部仏文科卒業の時に髪を切り、以後、死ぬまでイガグリ頭で通す。子供のころから親しんだ都新聞社へ途中入社したのは1939年（昭和14年）。都新聞は花柳界の広告を載せている文芸演芸の紙面に特色のある新聞で社長の福田英助の金言は「とかく人間は色と欲だ。女の話と金もうけの話をかけば必ず新聞は売れる」であった。当初は調査部に所属しながら演芸面に落語研究会、東宝名人会、文楽の東京興行を批評する記事を書き、翌年に文化部へ移った。1946年（昭和21年）に『苦楽』誌に聞書「落語鑑賞」（八代目桂文楽の噺、10話）を連載して評判となった。社外からの執筆要請が増えたが上層部から問題とされ「真綿で首の、岩藤流のいやがらせをされ」たことから、1947年（昭和22年）9月に退社。スクリーン・ステージ新聞(キネマ旬報社)に移った。1949年（昭和24年）には都時代に『東宝』誌に掲載された四代目柳家小さんの芸談「小さん・聞書」などを併せて『落語鑑賞』(苦楽社)が本となり、そこから寄席評論家としての評価を確立した。特に文楽の話芸を活字で再現して高く評価された。
1950年（昭和25年）から三越名人会を、1953年（昭和28年）からは三越落語会を主宰。新作落語が人気を博していた戦後に古典落語を再評価して演芸評論の重鎮となった。それまで主に寄席で聞くものだった落語をホール落語という新しい形を定着させた功績は大きい。1959年（昭和34年）に急逝した湯浅喜久治の遺志を継ぎ、東横落語会を引き継いだ。幅広い交友関係をもち、各種芸能に造詣が深かった。落語・講談等の寄席評論家としては正岡容と双璧。古典落語至上主義、新作落語排斥の急先鋒であり、戦後の落語界に大きな影響を与えた。文化庁芸術祭賞実行委員。小説も手がけ、1963年（昭和38年）『巷談本牧亭』により、第50回直木賞受賞。劇団前進座によって劇化され、日本国内の他に日中国交回復前の中国・北京でも上演された。
物事への感情の入れ方が激しくアンドウツルオならぬ「カンドウスルオ」の異名があり、自著『巷談本牧亭』でも言及している。NHKのテレビ番組『夢であいましょう』にゲスト出演した際には、梓みちよが歌った『こんにちは赤ちゃん』を聞いて放送中に涙ぐみ絶句した。反面、他人の礼を失した態度には厳しく、来訪した編集者が原稿をあらためずに持ち帰ろうとしたところ取り上げてしまった。小料理屋で見知らぬ客が「アンツルがいる」と口にしたのを耳にして相手を怒鳴りつけた事もある。
日本の伝統芸能に関心を持つ若者に良い芸を紹介しようという意識は強く、写真家の金子桂三は他人に書庫を見せない安藤に伝統芸能関連の書籍を貸してもらい、のちに文楽や能・狂言の撮影を手掛けるきっかけになった。永六輔は人間国宝である豊竹山城少掾の浄瑠璃を見せられて当時は浄瑠璃そのものの良さが理解できず、正直に理解できないと言ったところ怒った安藤に君は日本人ではないと言われ、後日安藤からわざわざ中国語に翻訳させた永を叱る手紙が届いた。以降「えい君」と呼んでもらえず冗談交じりに「ヨン君」と中国語風に呼ばれるようになり、それは安藤の逝去まで続いた。厳しい演芸評論の一面ユーモラスな面も持ち合わせていた。
四谷にある鯛焼き屋を尻尾まで餡子が入っていると戦後新聞紙上で書いたところ大人気になり、その店は2012年（平成24年）現在も盛業中。最晩年、東京に残された客席が畳敷きの最後の寄席（落語定席）だった人形町末廣が閉場すると聞き、各方面へ保存を働きかけるも諸事情あり、自身が糖尿病で健康を害していたこともあって保存は果たせなかった。
1969年（昭和44年）9月9日、糖尿病性昏睡のため東京都文京区の東京都立駒込病院で死去。60歳没。戒名は「順徳院鶴翁道寿居士」。墓所は雑司ヶ谷霊園。
1980年代には、落語ファン以外からは忘れ去られた存在となっていたが、安藤の影響を大きく受けた世代の一人である小林信彦が、志ん朝について書いた文章等で自身に大きな影響を与えた存在としてとり上げたため、再び注目を浴びた。小林は『日本の喜劇人』の古川緑波についての記述において間接的に、安藤は評論家としてよりもエッセイストとして優れていたと書いている。高田文夫は、若い頃に安藤の多大な影響を受けたと語っている。また、近年のお笑いブームを幅広くフォローしている評論家西条昇も、安藤を高く評価し、同じ評論家としてリスペクトしている。

## 批判と反論
安藤の活動・論調にとって、実質的な師匠とでも言うべき存在は、久保田万太郎である。古典落語という言葉は、久保田万太郎・安藤鶴夫師弟のいずれかが昭和20年代に「発明」したと言う説がある。「落語鑑賞」は、『苦楽』編集長の大佛次郎が落語を文学として読むに堪える文章として載せたいと久保田に連載を依頼したところ、久保田が安藤を推薦したのがきっかけである。師弟の信頼は篤かったが、反面、安藤は久保田以外の意見は聞かなかった。
三代目三遊亭金馬（東宝専属）と不仲だった久保田や安藤の評価では金馬の芸は一貫して低評価であったが、同業者である八代目桂文楽は金馬を高く評価していた。文楽が安藤に低く評価する理由を質問したところ、安藤は「金馬は乞食芸だ」と答えた。争いを好まない文楽は引き下がったが、自身の弟子に「安藤鶴夫は何もわかっていない」と漏らしていた。五代目古今亭志ん生は長い間売り出せず、評論家にも相手にされなかったが売れたらすり寄ってきたと弟子に発言している。五代目志ん生については安藤は文章や放送台本で多数触れている。
自身の好む芸人を礼賛し続ける反面、自身の好まない落語家には辛辣だった。そのあり方から本業の評論はおろか生き方に至るまで激しい毀誉褒貶に見舞われ、その頃すでに権威となっていた安藤に良くない印象を持つ者は芸人・関係者・ファンに至るまで数多く存在した。安藤から高い評価を得ながら批判の矛先がいつ自分に向けられるかと疑心暗鬼になっていた者も少なくない。永六輔が安藤の評伝が没後4年（執筆当時）を経て1冊も出版されず不思議に思い、安藤について書こうとしたところ、良く書くのかそれとも悪く書くのか、と各方面から真意を聞かれている。
戦前は七代目三笑亭可楽、戦後は八代目桂文楽や三代目桂三木助を高く評価する一方、以下の落語家は辛辣に批評するか無視だった。
初代柳家権太楼
東宝専属。爆笑新作落語で当時から人気が高かった。権太楼は安藤の批判に激怒し、決闘を申し込んだ。これは言論や芸の上での決闘でなく本当の殺し合いであり、安藤は他人に仲裁を頼み、権太楼に謝罪せざるを得ない羽目になった。
三代目春風亭柳好
「野ざらし」で有名な柳好である。徹底的に明るい芸風で古典落語を演じて寄席で人気の落語家だった。柳好は表立っては反論をしなかったが、嫌いなら放って置いてくれれば良いと発言していた。1956年（昭和31年）に柳好が鈴本演芸場の楽屋で逝去した際に安藤は「まことに江戸っ子らしい死」「本格の芸ではない」「軽いポンチ絵風の芸」「はなやかな高座」と書き残している。
三代目三遊亭金馬
上記参照。
二代目三遊亭円歌
三代目三遊亭金馬の弟弟子である二代目三遊亭円歌には客席で露骨にそっぽを向いて「鑑賞拒否」の態度を取った。
七代目立川談志
後の落語立川流家元である。安藤は二つ目時代の談志を賞賛したが、その後天狗になっている、調子にのりすぎていると批判し続けた。談志はのちに自著で評論家が恣意的に自身の意に沿わない芸人を誹謗して「プロである芸人の芸と商売」を邪魔するのは不当と批判する一方で、芸と芸人へ熱意があると判断した落語評論家の事は高く評価している。談志の安藤批判は後年辛辣さを増し、「安鶴は駄目だよ」「安藤鶴夫みたいなヤツの意見を（三木助は）聞いて（落語の芝浜を）嫌らしくしている」等、安藤の落語評論を否定した。

## 人物
趣味は義太夫小唄。住所は東京都新宿区若葉一丁目。

## 著作
- 随筆舞台帖 和敬書店 1949年
- 落語鑑賞 苦楽社 1949年、東京創元社（改訂版） 1960年。のち旺文社文庫
- 名作聞書 落語と講談 読売新聞社〈読売文庫〉 1955年
- 舞台人 読売新聞社〈読売文庫〉 1956年
- 寄席 落語からサーカスまで ダヴィッド社 1957年。のち旺文社文庫
- 落語国・紳士録 青蛙房 1959年。のち旺文社文庫、ちくま文庫、平凡社ライブラリー
- 寄席紳士録　文藝春秋新社 1960年。のち角川文庫、旺文社文庫、平凡社ライブラリー
- おやじの女 青蛙房 1961年
- ある日、その人 婦人画報社 1962年
- 芸について 青蛙房 1962年
- まわり舞台 桃源社 1963年
- 巷談本牧亭 桃源社 1963年（普及版、1964年）。のち角川文庫、旺文社文庫、ちくま文庫、河出文庫
- 古い名刺 青蛙房 1963年
- 雪まろげ 桃源社 1964年。のち旺文社文庫
- 竹とんぼ 朝日新聞社 1964年
- わが落語鑑賞　筑摩書房〈筑摩叢書〉 1965年、新版1985年ほか。ちくま文庫、河出文庫
- わたしの寄席 雪華社 1966年、新版1982年。のち河出文庫
- 百花園にて 三月書房 1967年
- 文楽・桐竹紋十郎 求龍堂 1967年（写真 金子弘）
- わたしの東京 求龍堂 1968年
- 雨の日 読売新聞社 1968年
- 年年歳歳 求龍堂 1968年。のち旺文社文庫
- 寄席はるあき 東京美術 1968年（写真 金子桂三）。のち河出文庫
- 笛の四季 安藤鶴夫作品集 東京美術 1969年
- 安藤鶴夫作品集 全6巻 朝日新聞社 1970-71年、復刊1997年
  - 1聞書、2寄席、3芸、4・5創作、6随筆
- 三木助歳時記　旺文社文庫 1975年。のち河出文庫（上下）
- 昔・東京の町の売り声 ラジオエッセイ集 旺文社文庫 1978年
- 文楽 芸と人 朝日選書 1980年。オンデマンド版2003年
- 歳月 安藤鶴夫随筆集 講談社文芸文庫、2003年
- 東京の面影 安藤鶴夫随筆傑作選 幻戯書房、2020年

## 共編著
- 風流落語お色け版 日色恵共編 早川書房 1952年
- アクション 現代の作法 編 婦人画報社 1962年
- 芸のこころ 心の対話 坂東三津五郎（八代目）、日本ソノ書房 1969年、ぺりかん社 1982年、三月書房 2011年
- ごぶ・ゆるね　みちのく豆本 1969年／旺文社文庫（新編）1980年。巻末に齋藤磯雄との往復書簡
- 座談集 うき世に人情の雨が降る 論創社 1981年
- あんつる君の便箋　論創社 1985年

### 関連文献
- 須貝正義『私説安藤鶴夫伝』論創社 1994年
- 安藤はる子『朝顔の苗 夕顔の苗　父安藤鶴夫の想い出』論創社 1981年